# Сільвія Найд
Сільвія Найд (нім. Silvia Neid, 2 травня 1964, Валльдюрн) — німецька футболістка, згодом — футбольний тренер. Найкращий жіночий тренер з футболу за версією ФІФА в 2010, 2013 та 2016 роках.

## Ігрова кар'єра
Вихованка футбольної команди «Шлієштадт».
З 1980 по 1983 захищала кольори клубу «Зекках». У 1983 підписала контракт з домінуючим на той момент клубом в Західній Німеччині «Бергіш-Гладбах». У 1985 перейшла до «Зіген» в якому і завершила ігрову кар'єру в 1996.
У складі національної збірної Німеччини дебютувала 10 листопада 1982, в матчі проти Швейцарії відзначившись двома голами. Тричі ставала чемпіонкою Європи в період з 1985 по 1995. Срібна призерка чемпіонату світу 1995. Останній матч за збірну провела на Олімпійських іграх 1996 проти збірної Бразилії.

## Кар'єра тренера
Розпочала тренерську кар'єру невдовзі по завершенні кар'єри гравця, очоливши тренерський штаб юніорської збірної Німеччини віком до 19 років, яка під її керівництвом виграла чемпіонат світу 2004.
В подальшому вона стає асистентом головного тренера жіночої національної збірної Німеччини. А 20 червня 2005, очолює національну збірну Німеччини. Під її керівництвом збірна виграла чемпіонат світу 2007 здобувши перемогу над збірною Бразилії 2–0, а влітку 2016 на Олімпійських іграх в Ріо-де-Жанейро виграли золото Олімпіади перегравши в фінальному шведок 2–1. Після чого Найд подала у відставку з посади головного тренера.

### Тренерська статистика
| Збірна            | Початок        | Завершення     | Статистика | Статистика | Статистика | Статистика | Статистика | Статистика | Статистика | Статистика |
| Збірна            | Початок        | Завершення     | І          | В          | Н          | П          | МЗ         | МП         | МР         | %          |
| ----------------- | -------------- | -------------- | ---------- | ---------- | ---------- | ---------- | ---------- | ---------- | ---------- | ---------- |
| Німеччина (жінки) | 20 червня 2005 | 19 серпня 2016 | 169        | 125        | 22         | 22         | 526        | 107        | +419       | 73,96      |

## Титули і досягнення

### Як гравчиня
«Бергіш-Гладбах»
- Чемпіонка Німеччини (1): 1984
- Володарка Кубка Німеччини (1): 1984

«Зіген»
- Чемпіонка Німеччини (6): 1987, 1990, 1991, 1992, 1994, 1996
- Володарка Кубка Німеччини (5): 1986, 1987, 1988, 1989, 1993

Збірна
- Чемпіонка Європи (3): 1989, 1991, 1995

### Як тренер
Збірні
- Чемпіонки світу серед юніорок (U-19) (1): 2004
- Чемпіонки Європи серед юніорок (U-19) (3): 2000, 2001, 2002
- Чемпіонки світу (1): 2007
- Чемпіонки Європи (2): 2009, 2013
- Олімпійські чемпіонки (1): 2016.
- Бронзові призери Олімпійських ігор (1): 2008.